# Piruetas de patinaje artístico sobre hielo
Las piruetas en patinaje artístico sobre hielo son un elemento del patinaje artístico donde el patinador rota, centrado en un solo punto del hielo manteniendo una o más posiciones con el cuerpo. Las piruetas se realizan sobre la parte anterior de la cuchilla del patín, detrás de la serreta.
Hay varios tipos de piruetas según la posición del torso, de la pierna de apoyo y de la pierna libre; cada posición cuenta con  numerosas variaciones. Las piruetas pueden ser «simples», en las que el  patinador adopta una sola posición básica sin cambiar de pie o «combinadas», con al menos un cambio de pie, de posición o ambos. Si se inician con un salto, reciben el nombre de« piruetas saltadas». Dependiendo de la dificultad de la entrada, cambios de postura y transiciones en las piruetas, estas se pueden clasificar en cuatro niveles, que determinan la puntuación que recibe el patinador.
Las piruetas son un elemento requerido en las competiciones de la ISU tanto en las categorías de patinaje libre (individual y parejas) como en las de danza.

## Tipos de piruetas
Las piruetas pueden clasificarse según la posición, el pie sobre el que se realicen y el inicio de la pirueta.
Por la posición, se pueden dividir en los tipos siguientes (en orden de dificultad):
- Pirueta vertical: El patinador gira en posición vertical, con el torso y la pierna de apoyo formando una línea más o menos continua.[1]
- Pirueta baja:  La pierna de apoyo se flexiona durante la pirueta de modo que el muslo esté por lo menos paralelo a la superficie.[2]
- Pirueta de ángel, camel o arabesca, con el torso paralelo al hielo y la rodilla de la pierna libre a la altura mínima de la cadera.[3]
- Pirueta de techo, layback o torsión, en las que el torso se inclina hacia atrás o hacia un lado.[4] Según el reglamento de la ISU, las piruetas de techo se consideran una variación de la pirueta vertical;[5] a pesar de ello, una pirueta simple de techo recibe mayor  puntuación que una vertical, debido a su mayor dificultad.[6]

Las piruetas se pueden realizar sobre el pie derecho o el izquierdo.  Para los patinadores que giran en sentido opuesto al de las agujas del reloj, una pirueta realizada con el pie izquierdo es llamada pirueta interior, mientras que una pirueta con el pie derecho es llamada pirueta exterior. Aunque las piruetas exteriores pueden resultar más difíciles para los principiantes, reciben la misma puntuación que las interiores.
Las piruetas pueden iniciarse con un salto, llamándose en este caso piruetas saltadas. Las piruetas saltadas se consideran más difíciles y reciben una mayor puntuación que una pirueta del mismo tipo y nivel iniciada sin un salto.
Las piruetas combinadas cuentan con al menos un cambio de posición, un cambio de pie, o los dos. Se deben efectuar al menos tres rotaciones sobre cada pie o dos rotaciones en cada posición básica (baja, ángel o techo/vertical).
La mayoría de los patinadores efectúa las piruetas en una sola dirección, que salvo muy raras excepciones, coincide con la dirección de rotación en los saltos; sin embargo, al contrario que para los saltos, una combinación  de piruetas girando en direcciones opuestas puede recibir una puntuación adicional.

## Niveles de las piruetas
Las piruetas deben contar con el mínimo requerido de revoluciones y cambios de posición definidos en las reglas de la competición para recibir el nivel mínimo. Una pirueta que no cumpla con estos requisitos recibe nivel 0 y no se puntúa. 
Las piruetas pueden recibir un nivel mayor que 1, dependiendo del número de «características especiales» (features) con las que cuente la pirueta: Una pirueta de nivel 2 debe contar con dos características especiales, una de nivel 3, con tres; para recibir el máxima nivel 4, la pirueta debe tener cuatro o más.
Las características especiales que determinan el nivel son las siguientes:
- Una variación difícil de la misma posición básica; en el caso de piruetas combinadas se consideran también a las posturas intermedias entre dos posiciones básicas como variaciones.
- Otra variación diferente; en combinaciones, la segunda variación tiene que efectuarse sobre un pie distinto o en una posición básica diferente de la primera.
- Cambio de pie difícil; por ejemplo, saltando de un pie a otro; también es más difícil pasar de una pirueta exterior a una interior que lo contrario.
- Entrada difícil; por ejemplo, iniciar la pirueta patinando hacia atrás. En las piruetas saltadas se tienen en cuenta posiciones difíciles en el aire,  el aterrizaje sobre el mismo pie de despegue, etc.
- Cambio de filo en una posición básica.
- En combinaciones con un cambio de pie, realizar las tres posiciones básicas (ángel, baja, y vertical/techo) sobre cada pie.
- Secuencia de piruetas girando en direcciones opuestas.
- Mínimo de 8 revoluciones  sin cambios de postura, posición, pie o filo. Esta característica cuenta por dos si se repite sobre en otro pie en una combinación.
- Cambio de posición de techo a torsión o vice-versa, manteniendo cada postura por tres revoluciones.
- Pirueta biellmann tras completar 8 revoluciones en la pirueta de techo del programa corto.

## Variaciones de las piruetas
Se consideran variaciones a las diferentes posuras del torso, cabeza, brazos o pierna libre dentro de la misma posición básica. En las combinaciones también se consideran variaciones a las posiciones intermedias entre dos posiciones básicas. También constituyen variaciones los cambios de filo.

### Piruetas verticales y de techo
- Pirueta sobre dos pies es una pirueta vertical con los dos pies en el suelo.

- Pirueta cruzada sobre  un pie se inicia con los brazos y pierna libre extendidos, para acercarlos gradualmente hacia el cuerpo hasta acabar con los brazos apretados contra el torso y los pies cruzados a la altura de los tobillos. Esto causa una aceleración considerable de la pirueta. Si el patinador mantiene una postura perfectamente vertical y minimiza la fricción mediante una presión constante sobre el mismo punto de la cuchilla puede llegar a alcanzar una velocidad de cientos de revoluciones por minuto; el récord está en 308 revoluciones por minuto.[8] La pirueta cruzada puede ser interior o exterior. La pirueta cruzada exterior se utiliza como ejercicio de entrenamiento para el apriendizaje de saltos multirotacionales. Existe también una variedad en la que el pie libre se cruza detrás del pie de apoyo. El pie libre también puede  descender hasta tocar el hielo, y la pirueta finalizada sobre los dos pies.

- Pirueta atrapada  son un tipo de piruetas donde el patinador atrapa la pierna o la cuchilla libre. La pirueta en I es una variación en la que se tira de la pierna libre hasta que esta está extendida verticalmente delante del patinador. La pirueta en Y es otra variación, donde la pierna libre se encuentra extendida hacia un lado.

- Pirueta de techo o layback pirueta obligatoria en el patinaje individual femenino, donde la espalda está arqueada hacia atrás; la pierna libre puede adoptar una variedad de posiciones: flexionada o extendida hacia atrás, hacia un lado o cercana al pie de apoyo. Una variación de esta pirueta es la pirueta layback atrapada, en donde el patinador coge la cuchilla libre y tira de ella hacia su cabeza mientras mantiene la posición de techo.

- Pirueta biellmann, realizada por primera vez por la patinadora Denise Biellmann, es una variación de la pirueta de techo atrapada, realizada tirando de la pierna libre hacia arriba  hasta que  se encuentra por encima de la cabeza. Esta pirueta requiere una flexibilidad extrema en los hombros, la espalda y las piernas.

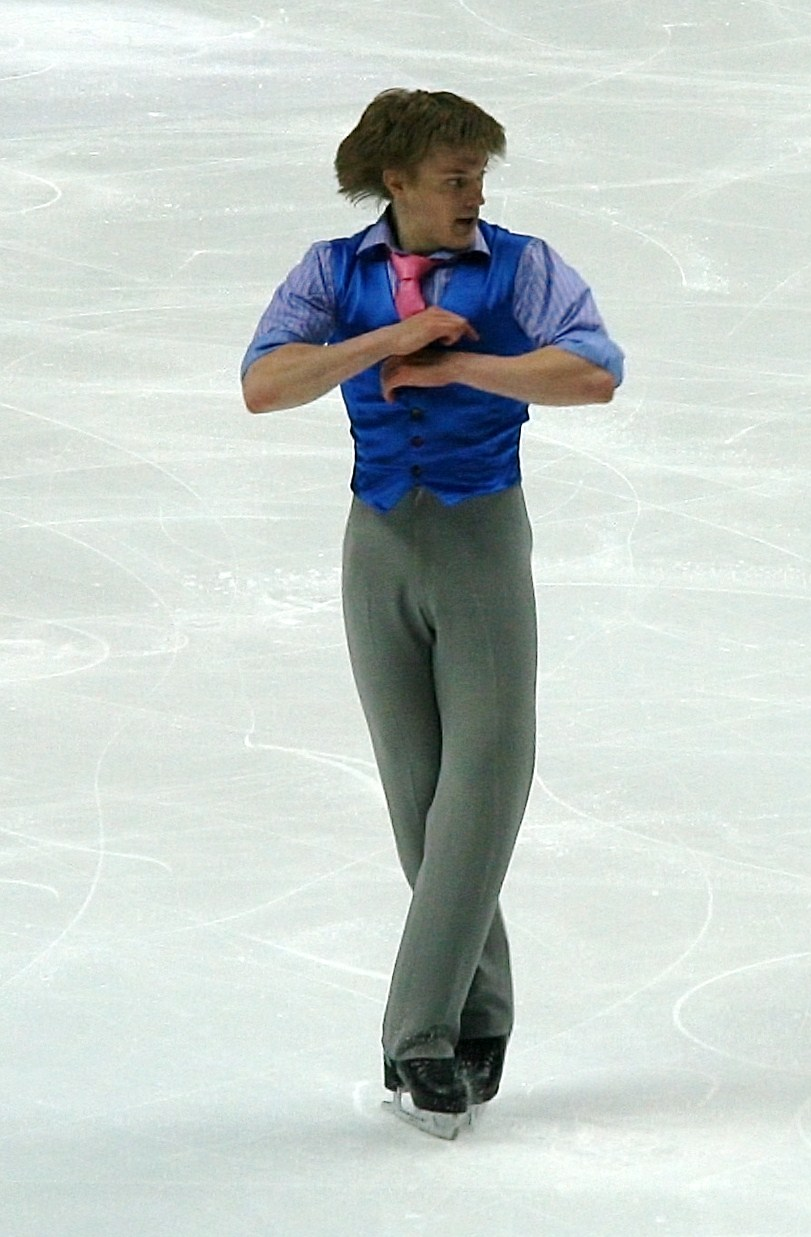
Pirueta Cruzada Tomás Verner
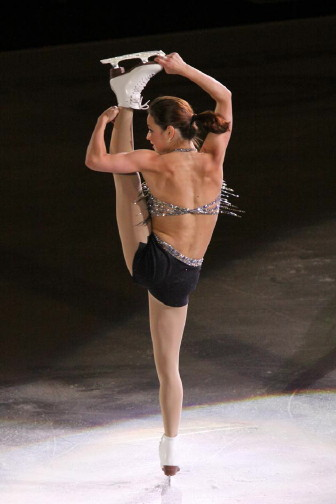
Pirueta en I Sasha Cohen
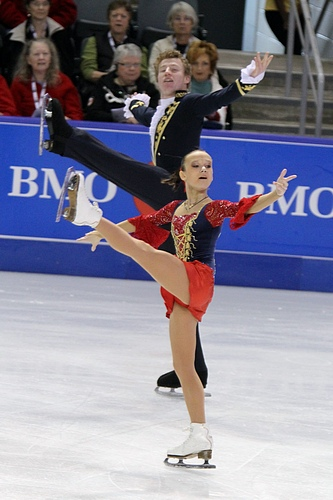
Pirueta Y en pareja Lubov Iliushechkina y Nodari Maisuradze
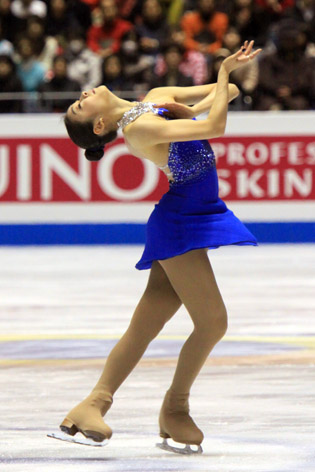
Variación de la pirueta de techo Kim Yu-Na
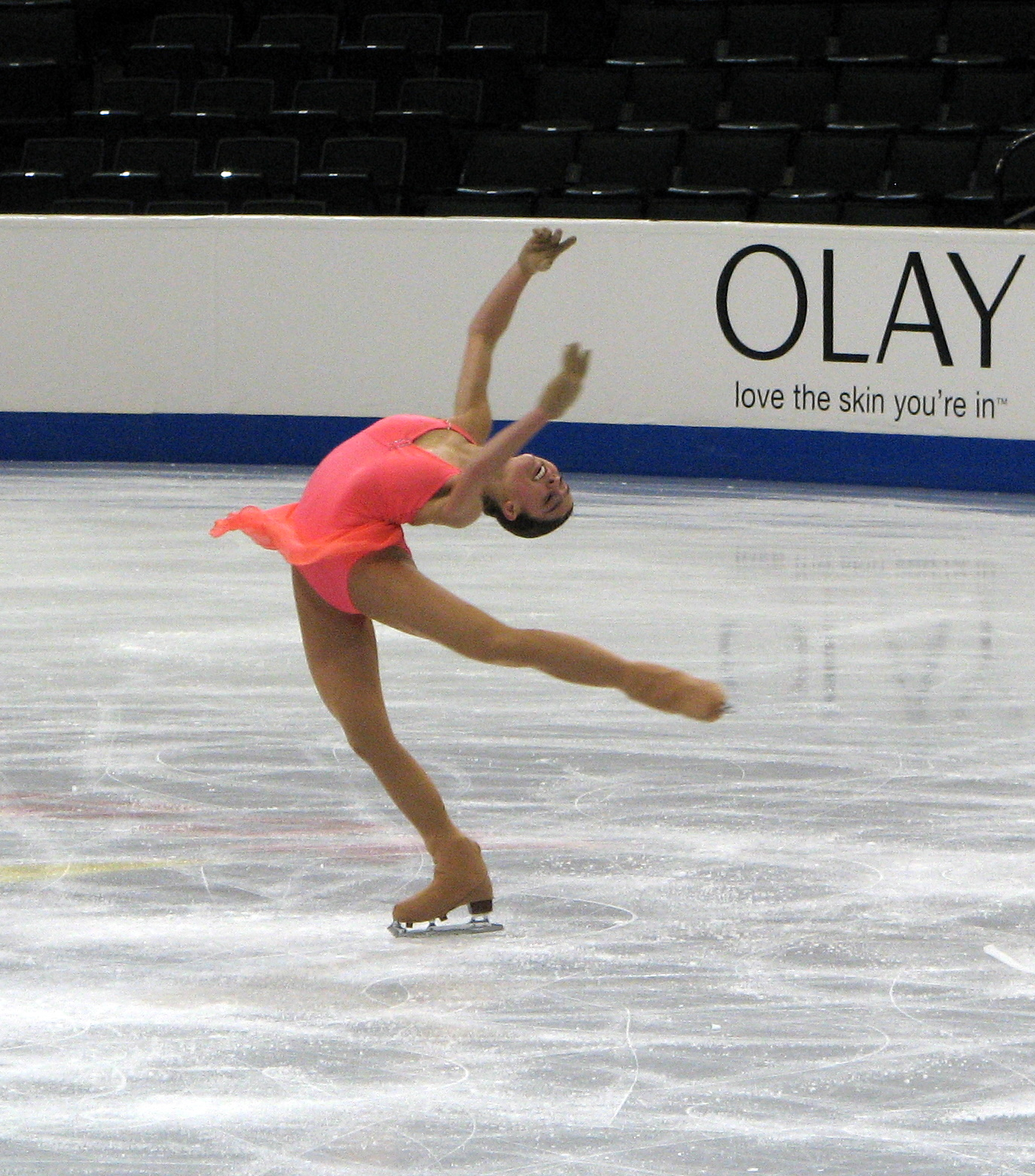
Pirueta de techo clásica Alissa Czisny
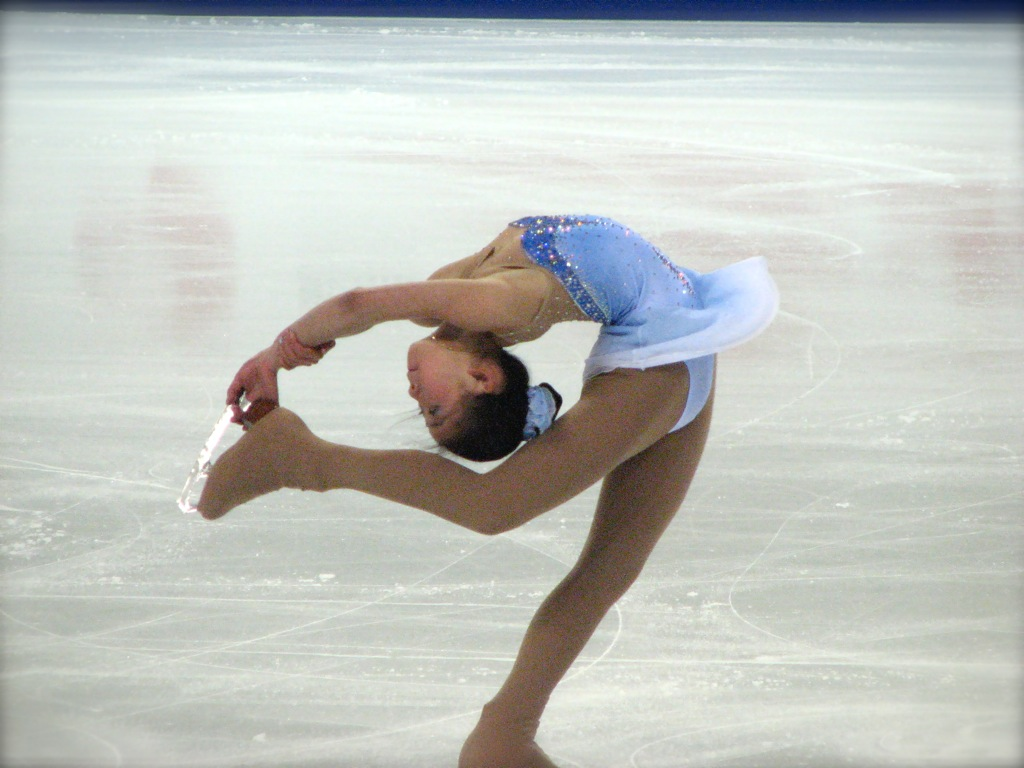
Pirueta de techo atrapada Caroline Zhang
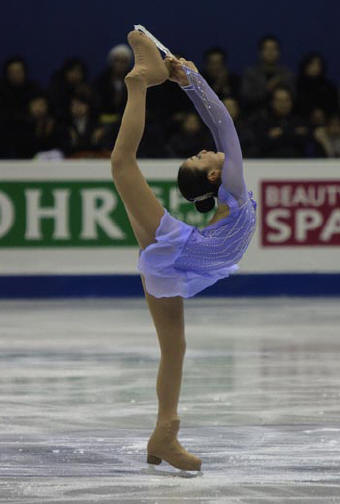
Pirueta biellman Mao Asada

### Piruetas bajas
- Pirueta baja básica es una pirueta en donde el patinador flexiona la rodilla de la pierna de apoyo, con la pierna libre extendida al lado y el torso ligeramente arqueado hacia delante.

- Pirueta rota es una pirueta baja en donde la pierna libre está flexionada al lado de la pierna que patina.[9]

- Pirueta donut es una variación de la pirueta baja en donde el patín libre se posa sobre la rodilla de la pierna de apoyo y el cuerpo se dobla sobre ella.

- Pirueta  cañón es una difícil variación de la pirueta baja, donde el patinador extiende el torso hacia delante hasta que está en contacto y paralelo a  la pierna libre.

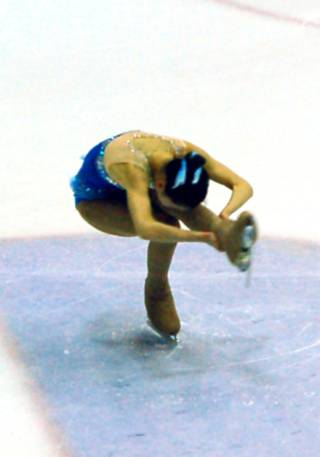
Pirueta cañón Kim Yu Na
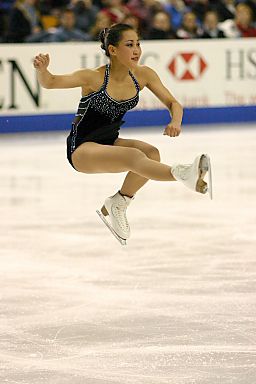
Pirueta baja saltada Jennifer Don
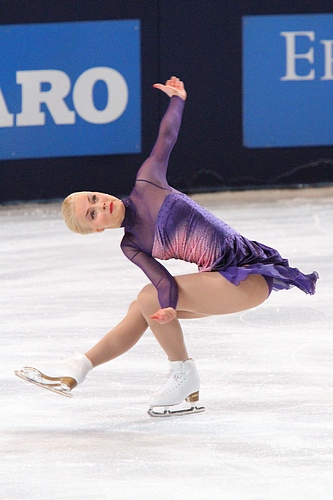
Variación de pirueta baja Kiira Korpi

### Piruetascamel
Una pirueta camel, arabesca o ángel es una pirueta en donde la pierna libre se estira hacia atrás a la altura de la cadera. 
- Pirueta camel atrapada es una pirueta ángel en donde el patinador tira de la cuchilla del patín de la pierna libre con uno o dos brazos mientras arquea la espalda creando un círculo paralelo al hielo con su cuerpo. Esta pirueta es conocida como una pirueta biellmann horizontal y muchos patinadores la usan para entrar en una pirueta biellmann.

- Pirueta invertida El torso y, a veces, la pierna libre se giran hacia arriba. Esta pirueta es muy común en el patinaje artístico sobre ruedas.

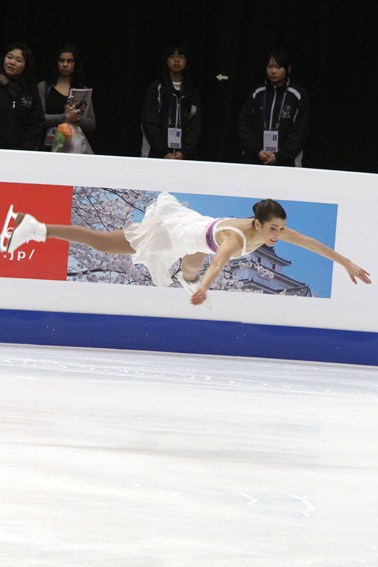
Pirueta camel saltada Alissa Czisny
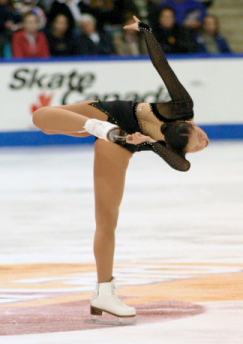
Pirueta atrapada Shizuka Arakawa
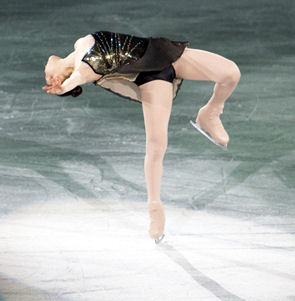
Pirueta invertida Kim Yu Na
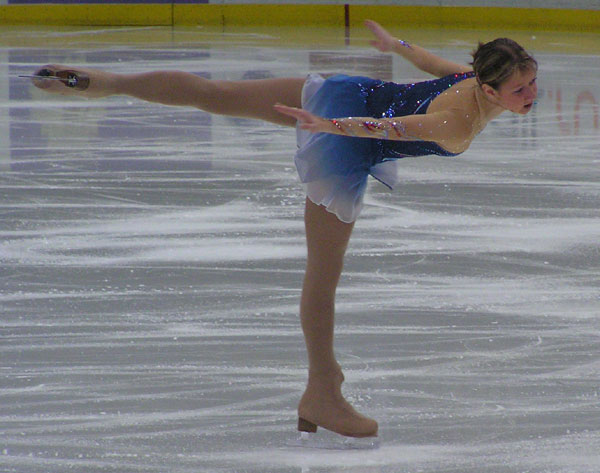
Pirueta camel Valeria Vorobieva

## Piruetas en parejas o danza
En el patinaje de parejas, los patinadores pueden realizar una pirueta en pareja o una pirueta paralela. En las piruetas paralelas, los patinadores deben realizar la misma pirueta al lado de su pareja. En las piruetas en pareja, los patinadores deben mantenerse en contacto durante la pirueta y girar juntos alrededor del mismo eje, pero deben hacerlo en distintas posiciones.
En danza sobre hielo, los patinadores hacer piruetas de danza, similares a las piruetas de pareja. Las piruetas paralelas no están permitidas.

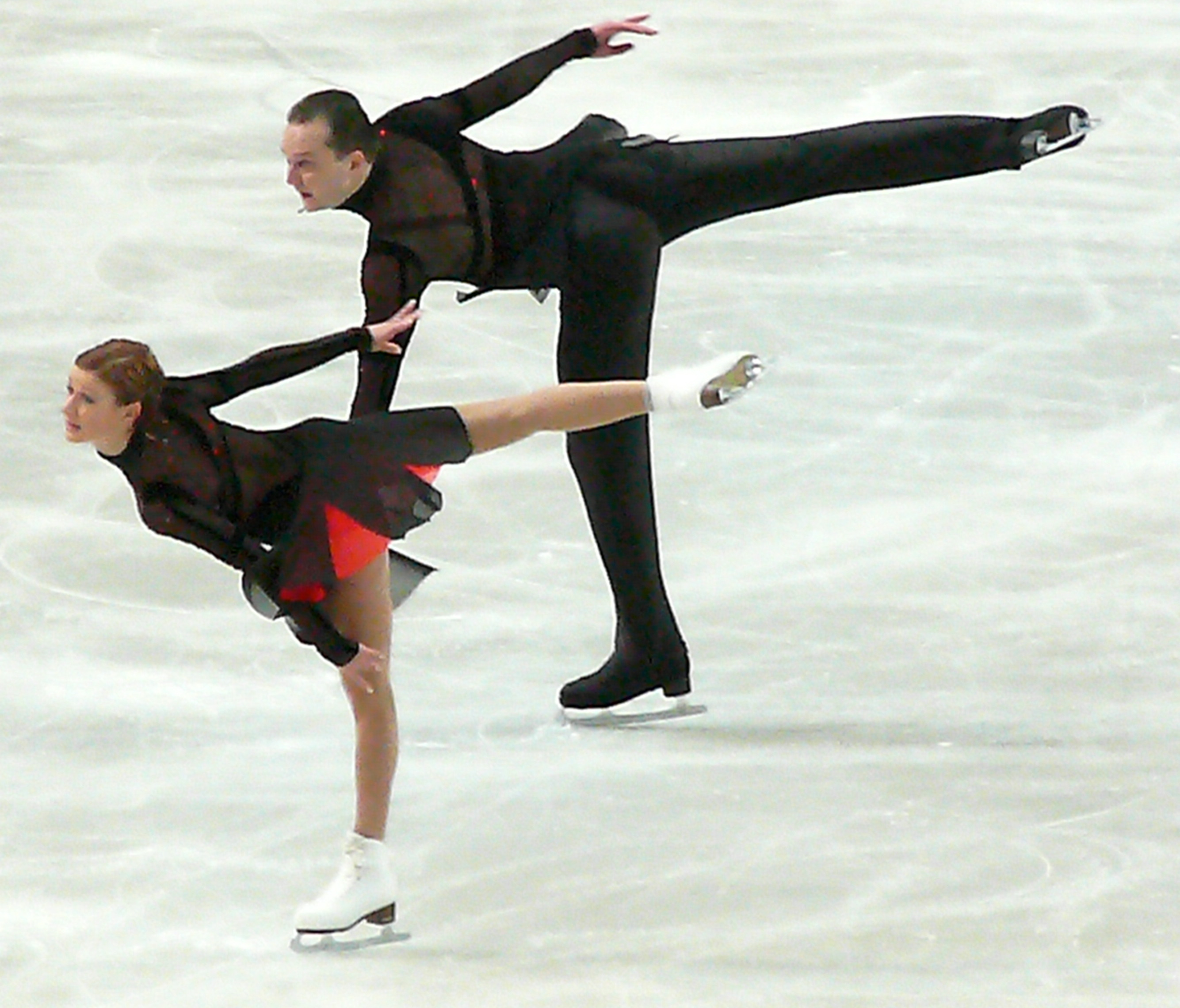
Pirueta camel paralela Tatiana Voloshozhar y Stanislav Morozov
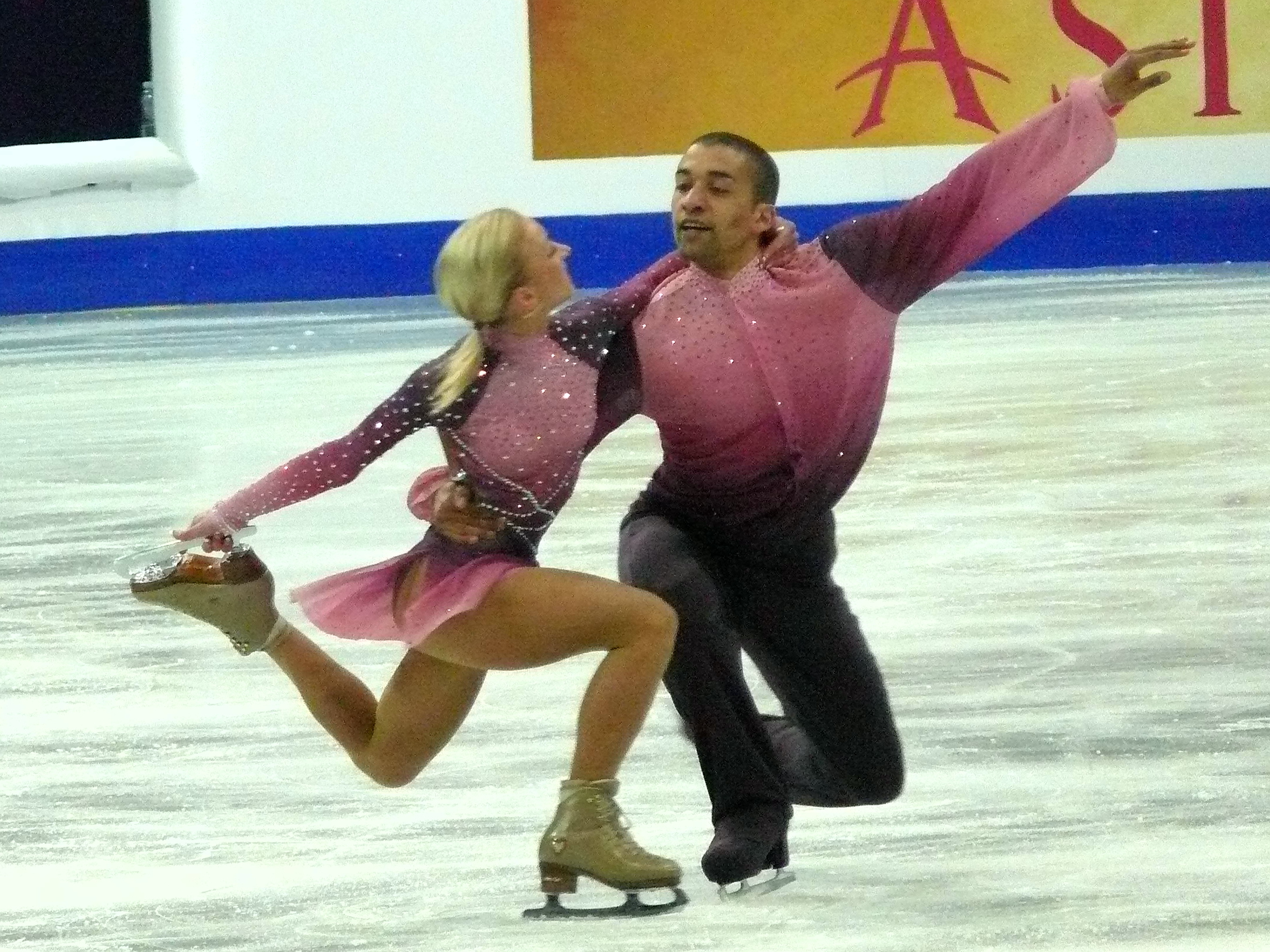
Pirueta baja en pareja Aliona Savchenko y Robin Szolkowy
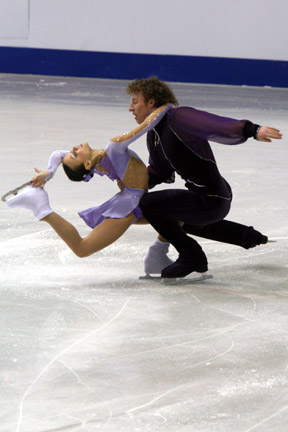
Pirueta en pareja Lubov Iliushechkina y Nodari Maisuradze
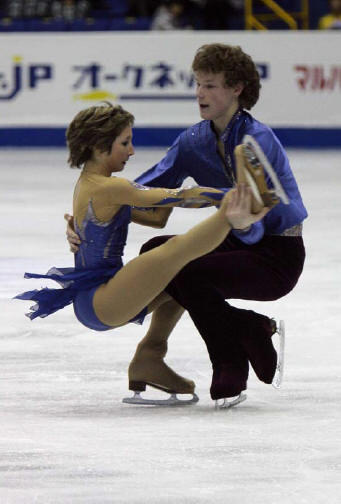
Pirueta en pareja Sabina Imaikina & Andrei Novoselov

## Puntuación de las piruetas
En las competiciones de la ISU, las piruetas tienen un valor base en función del tipo y nivel de la pirueta. Al valor base se le añade el grado de ejecución (GOE), que puede ser positivo (de +1 a +5) , negativo (-1 a -5) o cero. Para recibir un GOE positivo la pirueta debe obedecer al menos a uno de los siguientes criterios:
- Buen control, sin ajustes visibles del equilibrio durante cambios de pie o posición.
- Calidad, velocidad y número de rotaciones comparables en todas las posiciones, variaciones y sobre ambos pies.
- Velocidad de rotación alta y aceleración notable al pasar de una postura más extendida a otra más compacta.
- Número de revoluciones ampliamente superior al mínimo requerido.
- Buena postura, creatividad y originalidad en las posturas y transiciones.

Las caídas durante las piruetas son el error más serio, lo que resulta en un GOE de -5. Si el patinador se apoya sobre las dos manos para recobrar el equilibrio, la pirueta recibe al menos un GOE de -2; si utiliza una mano y/o el pie libre, el GOE será de -1. Otros errores pueden ser penalizados con un GOE más o menos bajo según la magnitud del problema. Entre estos cabe mencionar:
- Desplazamiento sobre el hielo del centro de rotación durante la ejecución de la pirueta («piruetas viajeras») o cambio de centro al cambiar de pie o posición.
- Pérdida de velocidad.
- Bajo número de revoluciones.
- Adopción de posiciones intermedias o reajuste del equilibrio durante los cambios de pie.
- Postura pobre o mal definida.